# (31956) Wald
(31956) Wald est un astéroïde de la ceinture principale.

## Description
(31956) Wald est un astéroïde de la ceinture principale. Il fut découvert le 13 avril 2000 à Prescott (Arizona) par Paul G. Comba. Il présente une orbite caractérisée par un demi-grand axe de 2,74 UA, une excentricité de 0,03 et une inclinaison de 2,3° par rapport à l'écliptique.

## Compléments